# Стельмах Ярослав Михайлович
Яросла́в Миха́йлович Сте́льмах (30 листопада 1949, Київ, Українська РСР, СРСР — 4 серпня 2001, Київ, Україна) — український дитячий письменник, драматург, кіносценарист, прозаїк, перекладач. Член Спілки письменників України, лауреат премій імені Миколи Островського (1984) та Івана Котляревського. Син письменника Михайла Стельмаха.  

## Життєпис
Народився 30 листопада 1949 року в Києві в родині українського письменника Михайла Стельмаха. Родина проживала в будинку для письменників на Богдана Хмельницького. Ярослав був першою дитиною в родині. Мав ще молодшого брата Дмитра і сестру Марту. Ярослав ріс обдарованою дитиною, мав різносторонні інтереси. Водночас захоплювався спортом, музикою, іноземними мовами. З боротьби і боксу мав спортивні розряди, додатково займався гімнастикою та плаванням. Особливо цікавим для себе письменник вважав світ дитинства. 1971 року закінчив Київський педагогічний інститут іноземних мов, у 1981 році — Вищі літературні курси Літературного інституту імені Горького в Москві, потім аспірантуру. Будучи ще студентом інституту іноземних мов спробував перекладати з англійської. З Канади йому привезли книгу Маркузі «Гарпун мисливця». Над її перекладом він працював з великим задоволенням. Це був перший його досвід перекладу з іноземної. Працював у вищих навчальних закладах перекладачем.
1974 — у 25 років став кандидатом наук.
1975 — вийшла дебютна книжка Ярослава Стельмаха «Манок» — оповідання для дітей. Через три роки увійшов до Спілки письменників.
У 1978 був прийнятий до Спілки письменників України.
1999 — названий кращим драматургом року.
Він також писав оповідання та  повісті для дітей: «Химера лісового озера, або Митькозавр із Юрківки», «Якось у чужому лісі», «Найкращий намет» та інші. Твори Стельмаха відзначаються захопливим сюжетом, тонким гумором, яскраво змальованими постатями маленьких героїв.
Серед його п'єс є багато творів для дітей: «Шкільна драма», «Вікентій Прерозумний» та інші. П'єси «Привіт, Синичко!» та «Запитай колись у трав».
Вперше Ярослав Михайлович дістав підтримку на Всесоюзному семінарі молодих письменників. Літератор Абрам Кацнельсон згадував часи, коли він підтримав на Всесоюзному семінарі молодих письменників молодого українського драматурга Ярослава Стельмаха, порекомендувавши його п'єси знаменитому тоді Панасу Салинському — голові ради з драматургії Союзу письменників СРСР, що формував репертуар усіх театрів по країні. Ярослав Салинському дуже припав по душі й своїми талановитими творами та, головне, скромністю. У бесідах він жодного разу не згадав, що є сином класика української літератури, лауреата всіх тодішніх премій, Михайла Стельмаха.

Могила Ярослава Стельмаха

Жив у Києві на Печерському узвозі, 8. Загинув 4 серпня 2001 року в автомобільній катастрофі. На Бориспільській трасі старенький автомобіль «Жигулі», в якому Стельмах їхав до себе на дачу, раптово втратив керування, врізався в автобус «Ікарус», вилетів на узбіччя і загорівся(51 рік). Похований в Києві на Байковому кладовищі поруч з батьком (ділянка № 2).

## Творчість
Ярослав Стельмах відомий насамперед як драматург. П'єси «Привіт, Синичко!» та «Запитай колись у трав» входили до репертуару багатьох театрів колишнього СРСР. Також широкої популярності набули п'єси «Гра на клавесині», «Провінціалки», «Синій автомобіль», «Драма в учительській». Серед його п'єс є твори для дітей: «Шкільна драма», «Вікентій Прерозумний» та інші.
Кіносценарії: «Циганка Аза» (1987), «Провінціалки» (1990), «Кіценька» (1995) (в складі серіалу «Острів любові»).
Він також писав оповідання, повісті для дітей: «Вікентій Премудрий» «Голодний, Злий і Дуже Небезпечний», «Якось у чужому лісі», «Найкращий намет», «Митькозавр із Юрківки, або Химера лісового озера» та інші. Твори Стельмаха відзначаються захопливим сюжетом, тонким гумором, яскраво змальованими постатями маленьких героїв.
Широкої популярності набули також п'єси Я. Стельмаха «Гра на клавесині», «Провінціалки» та інші. За два з половиною десятиліття понад 20 п'єс Ярослава Стельмаха було поставлено театральними трупами.
Понад 30 років він працював в драматургії, написав 25 п'єс. Відбулося понад 100 вистав за його творами, які зіграні 2, 5 тисячі разів, і їх подивилося понад мільйон глядачів.
Драматургічна діяльність Я. Стельмаха високо оцінили ще у Радянському Союзі. Так, за п'єсу для дітей «Привіт, синичко!» ще у 1979 році він був нагороджений другою премією на Всесоюзному конкурсі на найкращий драматичний твір для дітей та юнацтва, а у 1984 році за п'єсу «Запитай колись у трав» письменникові присуджена Республіканська комсомольська премія імені М.Островського.
Незалежна Україна також відмітила драматургію Я. Стельмаха. 1996 року йому була присуджена премія імені Івана Котляревського, 1999 року він названий кращим драматургом року і, на кінець, за книжку повістей і оповідань для дітей «Голодний, злий і дуже небезпечний» у 2001 році він став лауреатом найвищої літературної премії, якою вшановують дитячих письменників України — премії імені Лесі Українки.

### Перекладацтво
Переклав українською низку популярних п'єс, які йшли на сценах Києва і Львова, зокрема «Хто боїться Вірджинії Вульф?» Едварда Олбі («Не боюсь Вірджинії Вульф»). Здійснив майже 50 перекладів драматичних творів.

## Вшанування пам'яті
20 листопада 2011 року в Києві на будинку № 8 на Печерському узвозі, де з 1981 по 2001 рік жив і працював письменник, за сприянням меценатів В. С. Балуха та М. М. Поплавського встановлено бронзову меморіальну дошку (погруддя, скульптор А. Валієв).